# Matthew Kiprotich Birir
Matthew Kiprotich Birir (* 5. Juli 1972 in Eldama Ravine) ist ein ehemaliger kenianischer Hindernisläufer und Olympiasieger.
Er begann mit ernsthaften Lauftraining, als er die St. Patrick’s High School in Iten besuchte, die bereits zahlreiche bekannte kenianische Leichtathleten hervorgebracht hat.
Patrick Sang galt bei den Olympischen Spielen 1992 in Barcelona als größter Favorit für den 3000-Meter-Hindernislauf. Doch in der letzten Runde des Finalrennens überspurtete Birir seinen Landsmann und gewann mit einem Vorsprung von 69 Hundertstelsekunden die Goldmedaille.
Bei den Weltmeisterschaften 1993 in Stuttgart wurde Birir vom Italiener Alessandro Lambruschini auf den vierten Platz verwiesen. Genau dasselbe geschah auch drei Jahre später bei den Olympischen Spielen 1996 in Atlanta, als sich Birir erneut mit dem vierten Platz begnügen musste.